# Julio Olarticoechea
Julio Jorge Olarticoechea (* 18. Oktober 1958 in Saladillo) ist ein ehemaliger argentinischer Fußballspieler.

## Karriere

### Verein
Der 1,69 m große Mittelfeldspieler spielte bis 1981 beim Racing Club de Avellaneda und wechselte dann zu River Plate nach Buenos Aires. Nach einem kurzen Gastspiel bei den Boca Juniors wechselte er im Juli 1985 für ein Jahr zum FC Nantes nach Frankreich. 1987 spielte er eine Saison lang für die Argentinos Juniors, bevor er im Juli 1988 zum Racing Club de Avellaneda zurückkehrte und dort bis 1990 aktiv war. Zum Abschluss seiner Karriere spielte er drei Jahre bei Deportivo Mandiyú de Corrientes.

### Nationalmannschaft
Olarticoechea nahm mit der argentinischen Fußballnationalmannschaft an drei Weltmeisterschaften teil. 1982 scheiterte Argentinien in der zweiten Runde an Brasilien, Olarticoechea wurde aber nicht eingesetzt. 1986 holte er mit Argentinien den WM-Titel, Olarticoechea wirkte in allen sieben Spielen mit, auch im Finale gegen die Bundesrepublik Deutschland. 1990 wurde er Vizeweltmeister nach einer 0:1-Niederlage gegen die Bundesrepublik Deutschland, wobei Olarticoechea in fünf Spielen dabei war, aber im Finale wegen seiner zweiten gelben Karte im Halbfinale gegen Italien nicht mitwirken durfte. Insgesamt spielte Olarticoechea von 1982 bis 1990 in 32 Länderspielen.